# السعودية في الألعاب الأولمبية الصيفية 2004
نافست السعودية في دورة الألعاب الأولمبية الصيفية 2004 في أثينا، اليونان، في الفترة من 11-29 أغسطس 2004. شارك 16 رياضيّ في 6 رياضات.

## ألعاب القوى
رجال
| الرياضيّ           | الحدث         | الدور التمهيدي | الدور التمهيدي | ربع النهائي | ربع النهائي | نصف النهائي | نصف النهائي | النهائي  | النهائي  |
| الرياضيّ           | الحدث         | النتيجة        | الترتيب        | النتيجة     | الترتيب     | النتيجة     | الترتيب     | النتيجة  | الترتيب  |
| ----------------- | ------------- | -------------- | -------------- | ----------- | ----------- | ----------- | ----------- | -------- | -------- |
| حامد البيشي       | 200 متر عدو   | لم يبدأ        | لم يبدأ        | لم يتأهل    | لم يتأهل    | لم يتأهل    | لم يتأهل    | لم يتأهل | لم يتأهل |
| حمدان البيشي      | 400 متر عدو   | 45.31          | 2 ت            | —           | —           | 45.59       | 5           | لم يتأهل | لم يتأهل |
| إبراهيم آل حمايدي | 400 متر حواجز | 49.64          | 5              | —           | —           | لم يتأهل    | لم يتأهل    | لم يتأهل | لم يتأهل |
| محمد الصالحي      | 800 متر عدو   | 1:48.42        | 6              | —           | —           | لم يتأهل    | لم يتأهل    | لم يتأهل | لم يتأهل |
| هادي صوعان        | 400 متر حواجز | 49.15          | 4 ت            | —           | —           | 48.98       | 5           | لم يتأهل | لم يتأهل |
| سالم اليامي       | 100 متر عدو   | 10.36          | 4              | لم يتأهل    | لم يتأهل    | لم يتأهل    | لم يتأهل    | لم يتأهل | لم يتأهل |
| مبارك عطا مبارك   | 110 متر حواجز | 13.81          | 7              | لم يتأهل    | لم يتأهل    | لم يتأهل    | لم يتأهل    | لم يتأهل | لم يتأهل |

| الرياضي      | الحدث     | الدور التمهيدي | الدور التمهيدي | النهائي  | النهائي  |
| الرياضي      | الحدث     | المسافة        | الترتيب        | المسافة  | الترتيب  |
| ------------ | --------- | -------------- | -------------- | -------- | -------- |
| سالم الأحمدي | قفز ثلاثي | 16.16          | 35             | لم يتأهل | لم يتأهل |

## الفروسية

### الوثب الاستعراضي
| الرياضيّ      | الحدث | التصفيات      | التصفيات      | التصفيات       | التصفيات       | التصفيات       | التصفيات       | التصفيات       | التصفيات       | النهائي       | النهائي       | النهائي        | النهائي        | النهائي        | النتيجة  | النتيجة  |
| الرياضيّ      | الحدث | الجولة الأولى | الجولة الأولى | الجولة الثانية | الجولة الثانية | الجولة الثانية | الجولة الثالثة | الجولة الثالثة | الجولة الثالثة | الجولة الأولى | الجولة الأولى | الجولة الثانية | الجولة الثانية | الجولة الثانية | النتيجة  | النتيجة  |
| الرياضيّ      | الحدث | الأخطاء       | الترتيب       | الأخطاء        | المجموع        | الترتيب        | الأخطاء        | المجموع        | الترتيب        | الأخطاء       | الترتيب       | الأخطاء        | المجموع        | الترتيب        | الأخطاء  | الترتيب  |
| ------------ | ----- | ------------- | ------------- | -------------- | -------------- | -------------- | -------------- | -------------- | -------------- | ------------- | ------------- | -------------- | -------------- | -------------- | -------- | -------- |
| رمزي الدهامي | فردي  | 9             | =54           | 17             | 26             | =55 ت          | 28             | 54             | 57             | لم يتأهل      | لم يتأهل      | لم يتأهل       | لم يتأهل       | لم يتأهل       | لم يتأهل | لم يتأهل |
| كمال باحمدان | فردي  | 12            | =60           | 12             | 24             | 53 ت           | 12             | 36             | 50 ت           | 25            | 45            | لم يتأهل       | لم يتأهل       | لم يتأهل       | لم يتأهل | لم يتأهل |

## الرماية
رجال
| الرياضيّ      | الحدث | التصفيات | التصفيات | النهائي  | النهائي  |
| الرياضيّ      | الحدث | النقاط   | الترتيب  | النقاط   | الترتيب  |
| ------------ | ----- | -------- | -------- | -------- | -------- |
| سعيد المطيري | سكيت  | 120      | =15      | لم يتأهل | لم يتأهل |

## السباحة
رجال
| الرياضيّ       | الحدث       | الدور التمهيدي | الدور التمهيدي | ربع النهائي | ربع النهائي | نصف النهائي | نصف النهائي |
| الرياضيّ       | الحدث       | الزمن          | الترتيب        | الزمن       | الترتيب     | الزمن       | الترتيب     |
| ------------- | ----------- | -------------- | -------------- | ----------- | ----------- | ----------- | ----------- |
| أحمد القضماني | 100 متر صدر | 1:05.65        | =47            | لم يتأهل    | لم يتأهل    | لم يتأهل    | لم يتأهل    |

## تنس الطاولة
| الرياضيّ     | الحدث     | الدور الأول                               | الدور الثاني    | الدور الثالث    | الدور الرابع    | ربع النهائي     | نصف النهائي     | النهائي / م.ب.  | النهائي / م.ب. |
| الرياضيّ     | الحدث     | المنافس النتيجة                           | المنافس النتيجة | المنافس النتيجة | المنافس النتيجة | المنافس النتيجة | المنافس النتيجة | المنافس النتيجة | الترتيب        |
| ----------- | --------- | ----------------------------------------- | --------------- | --------------- | --------------- | --------------- | --------------- | --------------- | -------------- |
| خالد الحربي | فردي رجال | Karakašević (صربيا والجبل الأسود) · L 0–4 | لم يتأهل        | لم يتأهل        | لم يتأهل        | لم يتأهل        | لم يتأهل        | لم يتأهل        | لم يتأهل       |

## رفع الأثقال
| الرياضي           | الحدث        | خطف     | خطف     | نتر     | نتر     | المجموع | الترتيب |
| الرياضي           | الحدث        | النتيجة | الترتيب | النتيجة | الترتيب | المجموع | الترتيب |
| ----------------- | ------------ | ------- | ------- | ------- | ------- | ------- | ------- |
| عبد المحسن الباقر | رجال −69 كجم | 127.5   | 14      | 160     | =10     | 287.5   | 12      |
| جعفر الباقر       | رجال −69 كجم | 135     | DNF     | —       | —       | —       | DNF     |
| رمزي المحروس      | رجال −94 كجم | 150     | 20      | 190     | DNF     | 150     | DNF     |
| نجم الرضوان       | رجال −94 كجم | 162.5   | DNF     | —       | —       | —       | DNF     |

## روابط خارجية
- التقرير الرسمي للأولمبياد الثالث والعشرون
- اللجنة الأولمبية العربية السعودية (بالعربية) (بالإنجليزية)